# Thể thao dưới nước tại Đại hội Thể thao Đông Nam Á 1991
Thể thao dưới nước tại Đại hội Thể thao Đông Nam Á năm 1991 được tổ chức từ ngày 25 đến 29 tháng 11 năm 1991 tại Manila, Philippines, bao gồm ba môn thi đấu chính: bơi lội, nhảy cầu và bóng nước. Đây là một trong những môn thi đấu trọng điểm của đại hội, thu hút nhiều vận động viên hàng đầu khu vực tham gia.
Ở môn bơi lội, các nội dung trải dài từ cự ly ngắn đến dài, gồm các nội dung tự do, ếch, bướm, ngửa, hỗn hợp cá nhân và tiếp sức. Môn nhảy cầu gồm các nội dung nhảy cầu 3m và tháp 10m cho cả nam và nữ. Ở môn bóng nước, chỉ có nội dung đồng đội nam được tổ chức. Đội tuyển Singapore tiếp tục thống trị khu vực khi giành huy chương vàng, trong khi Malaysia và Philippines lần lượt giành huy chương bạc và đồng.
Đoàn thể thao Indonesia tiếp tục thể hiện thế mạnh của mình ở môn thể thao này khi dành được 14 tấm huy chương vàng, chủ nhà Philippines xếp thứ hai với 9 tấm huy chương vàng.

## Tóm tắt kết quả

### Bơi lội
Nội dung của nam
| Nội dung                   | Vàng                   | Vàng          | Bạc                 | Bạc      | Đồng                   | Đồng     |
| -------------------------- | ---------------------- | ------------- | ------------------- | -------- | ---------------------- | -------- |
| 50 m tự do                 | Ang Peng Siong         | 23.89         | Richard Sam Bera    | 24.24    | Raymond Papa           | 24.48    |
| 100 m tự do                | Richard Sam Bera       | 52.30         | Wisnu Warsono       | 53.67    | Kenneth Yeo            | 53.95    |
| 200 m tự do                | Richard Sam Bera       | 1:54.72 (rec) | Jeffrey Ong         | 1:55.97  | Albert Soetanto        | 1:58.59  |
| 400 m tự do                | Jeffrey Ong            | 4:00.04 (rec) | Ratapong Sirisanont | 4:07.32  | Pawin Kohvathana       | 4:10.49  |
| 1500 m tự do               | Jeffrey Ong            | 15:50.39      | Ratapong Sirisanont | 16:18.22 | Pawin Kohvathana       | 16:34.72 |
|                            |                        |               |                     |          |                        |          |
| 100 m bơi ngửa             | David Lim Fong Jock    | 58.50         | Leo Najera          | 59.08    | Raymond Papa           | 1:00.12  |
| 200 m bơi ngửa             | Leo Najera             | 2:10.50       | Desmond Koh Mun Kit | 2:11.19  | Dulyant Phuangthong    | 2:11.26  |
|                            |                        |               |                     |          |                        |          |
| 100 m bơi ếch              | Eric Buhain            | 1:04.18       | Wirmandi Sugriat    |          | Lee Patrick Concepcion | 1:05.66  |
| 200 m bơi ếch              | Lee Patrick Concepcion | 2:21.47 (rec) | Wirmandi Sugriat    | 2:22.03  | Ratapong Sirisanont    | 2:23.31  |
|                            |                        |               |                     |          |                        |          |
| 100 m bơi bướm             | Eric Buhain            | 56.67         | Wisnu Warsono       | 57.37    | Sabeni Sudiono         | 57.59    |
| 200 m bơi bướm             | Eric Buhain            | 2:05.10       | Tan V Meng          | 2:07.50  | Niti Intharapichai     | 2:09.20  |
|                            |                        |               |                     |          |                        |          |
| 200 m hỗn hợp cá nhân      | Eric Buhain            | 2:06.35       | Desmond Koh Mun Kit | 2:08.36  | Tan V Meng             | 2:10.73  |
| 400 m hỗn hợp cá nhân      | Eric Buhain            | 4:32.66 (rec) | Ratapong Sirisanont | 4:33.51  | Desmond Koh Mun Kit    | 4:33.70  |
|                            |                        |               |                     |          |                        |          |
| 4 × 100 m tiếp sức tự do   | Indonesia              | 3:32.74       | Singapore           | 3:34.10  | Philippines            | 3:37.34  |
| 4 × 200 m tiếp sức tự do   | Indonesia              | 7:54.31       | Thái Lan            | 8:02.43  | Philippines            | 8:07.45  |
| 4 × 100 m tiếp sức hỗn hợp | Indonesia              | 3:54.66       | Singapore           | 3:58.46  | Thái Lan               | 4:09.09  |

Nội dung của nữ
| Nội dung                   | Vàng                 | Vàng          | Bạc                   | Bạc     | Đồng                    | Đồng    |
| -------------------------- | -------------------- | ------------- | --------------------- | ------- | ----------------------- | ------- |
| 50 m tự do                 | Ratiporn Wong        | 27.53         | Akiko Thomson         | 27.55   | Joscelin Yeo Wei Ling   | 27.59   |
| 100 m tự do                | Ratiporn Wong        | 59.17         | Akiko Thomson         | 59.25   | Meitri Widya Pangestika | 59.76   |
| 200 m tự do                | Elfira Rosa Nasution | 2:07.12       | Ratiporn Wong         | 2:08.55 | Meitri Widya Pangestika | 2:08.75 |
| 400 m tự do                | Elfira Rosa Nasution | 4:25.41       | Thanya Sridama        | 4:28.72 | Mudjalin Chansurb       | 4:32.04 |
| 800 m tự do                | Thanya Sridama       | 9:09.70       | Theradee Tochareon    | 9:13.61 | Meitri Widya Pangestika | 9:21.62 |
|                            |                      |               |                       |         |                         |         |
| 100 m bơi ngửa             | Akiko Thomson        | 1:05.00       | Praphalsai Minpraphal | 1:07.10 | Elsa Manora Nasution    | 1:07.52 |
| 200 m bơi ngửa             | Akiko Thomson        | 2:20.23       | Praphalsai Minpraphal | 2:22.85 | Elsa Manora Nasution    | 2:25.22 |
|                            |                      |               |                       |         |                         |         |
| 100 m bơi ếch              | Sornsawan Phuvichit  | 1:13.07       | Joscelin Yeo Wei Ling | 1:14.36 | Rasnin Sittart          | 1:16.53 |
| 200 m bơi ếch              | Sornsawan Phuvichit  | 2:38.21 (rec) | Maya Masita Nasution  | 2:42.64 | Rasnin Sittart          | 2:43.78 |
|                            |                      |               |                       |         |                         |         |
| 100 m bơi bướm             | Ratiporn Wong        | 1:04.95       | T. Sakulkong          | 1:04.99 | May Ooi                 | 1:05.49 |
| 200 m bơi bướm             | Salline Khemcharra   | 2:19.72       | Ratiporn Wong         | 2:21.39 | Susanti Wangsawiguna    | 2:21.75 |
|                            |                      |               |                       |         |                         |         |
| 200 m hỗn hợp cá nhân      | Elfira Rosa Nasution | 2:22.20       | Praphalsai Minpraphal | 2:25.27 | Joscelin Yeo Wei Ling   | 2:25.62 |
| 400 m hỗn hợp cá nhân      | Elfira Rosa Nasution | 4:59.52       | Praphalsai Minpraphal | 5:03.64 | Maya Masita Nasution    | 5:08.14 |
|                            |                      |               |                       |         |                         |         |
| 4 × 100 m tiếp sức tự do   | Indonesia            | 4:00.94       | Thái Lan              | 4:01.45 | Singapore               | 4:07.24 |
| 4 × 100 m tiếp sức hỗn hợp | Thái Lan             | 4:25.27       | Singapore             | 4:29.63 | Indonesia               | 4:31.36 |

### Nhảy cầu
| Nội dung          | Vàng                | Vàng   | Bạc                  | Bạc    | Đồng                     | Đồng   |
| ----------------- | ------------------- | ------ | -------------------- | ------ | ------------------------ | ------ |
| Cầu mềm 3 m nam   | Temmy Kusuma        | 600.65 | Kristendi Permana    | 593.10 | Pol Li Sohchal Ongkasing | 579.55 |
| Cầu cứng 10 m nam | Bahri Bahriansyah   |        | Somchai Ongkasing    |        | Husaini Noor             |        |
|                   |                     |        |                      |        |                          |        |
| Cầu mềm 3 m nữ    | Sri Muriastuti      | 202.25 | Aye Aye Soe          | 187.50 | Nani Suryani Walasaki    | 182.70 |
| Cầu cứng 10 m nữ  | Tuti Dwi Mariastuti |        | Bumroongroj On Anong |        | Nuning Sulistyaningrum   |        |

### Bóng nước
| Nội dung | Vàng      | Bạc      | Đồng        |
| -------- | --------- | -------- | ----------- |
| Nam      | Singapore | Malaysia | Philippines |

## Bảng huy chương
| Hạng               | Đoàn               | Vàng | Bạc | Đồng | Tổng số |
| ------------------ | ------------------ | ---- | --- | ---- | ------- |
| 1                  | Indonesia (INA)    | 14   | 7   | 13   | 34      |
| 2                  | Philippines (PHI)  | 9    | 3   | 6    | 18      |
| 3                  | Thái Lan (THA)     | 8    | 16  | 10   | 34      |
| 4                  | Singapore (SIN)    | 3    | 7   | 7    | 17      |
| 5                  | Malaysia (MAS)     | 2    | 2   | 0    | 4       |
| 6                  | Myanmar (MYA)      | 0    | 1   | 0    | 1       |
| Tổng số (6 đơn vị) | Tổng số (6 đơn vị) | 36   | 36  | 36   | 108     |